# Vu Chấn Vũ
Vu Chấn Vũ (tiếng Trung: 于振武; sinh năm 1931) là Thượng tướng Không quân Quân Giải phóng Nhân dân Trung Quốc (PLAAF). Ông từng là Tư lệnh Không quân Quân Giải phóng Nhân dân Trung Quốc.

## Tiểu sử
Vu Chấn Vũ sinh năm 1931, người Khoan Điện, tỉnh Liêu Ninh.
Tháng 12 năm 1947, Vu Chấn Vũ tham gia Quân Giải phóng Nhân dân Trung Quốc. Tháng 8 năm 1949, ông gia nhập Đảng Cộng sản Trung Quốc.
Năm 1950, ông học tập tại các Trường Hàng không 4, 1 và 2 Không quân. Năm 1951, ông trở thành phi công Không quân Quân Giải phóng Nhân dân Trung Quốc.
Năm 1953, ông tham gia Chiến tranh Triều Tiên. Năm 1954, sau khi hồi hương, ông được bổ nhiệm làm Đại đội trưởng không quân kiêm Chủ nhiệm Kiểm tra kỹ thuật phi hành Sư đoàn.
Năm 1957, ông được bổ nhiệm làm Chủ nhiệm Huấn luyện môn bắn súng Bộ Tư lệnh Quân đoàn Không quân. Năm 1959, ông được bổ nhiệm giữ chức Chủ nhiệm Kiểm tra kỹ thuật phi hành, Ban Quân huấn, Bộ Tư lệnh Không quân Quân khu Thẩm Dương rồi Phó Trưởng phòng Huấn luyện phi hành kiêm Chủ nhiệm Kiểm tra kỹ thuật phi hành.
Năm 1964, ông giữ chức Trung đoàn trưởng Không quân, Đại đội trưởng. Năm 1965, ông nhậm chức Phó Trưởng phòng Huấn luyện phi hành, Ban Quân huấn Không quân Quân khu Thẩm Dương.
Năm 1969, ông được bổ nhiệm giữ chức Phó Sư đoàn trưởng Không quân. Năm 1973, ông được bổ nhiệm làm Phó Trưởng Ban Quân huấn Bộ Tư lệnh Không quân. Năm 1977, ông nhậm chức Trưởng Ban Quân huấn Bộ Tư lệnh Không quân. Năm 1979, ông được bổ nhiệm làm Quân đoàn trưởng Quân đoàn Không quân.
Năm 1983, ông được bổ nhiệm giữ chức Tư lệnh Không quân Quân khu Quảng Châu.
Tháng 7 năm 1985, ông được bổ nhiệm làm Ủy viên Ban Thường vụ Đảng ủy Không quân Quân Giải phóng Nhân dân Trung Quốc, Phó Tư lệnh Không quân Quân Giải phóng Nhân dân Trung Quốc. Tháng 9 năm 1988, Vu Chấn Vũ được trao tặng quân hàm Trung tướng Không quân.
Tháng 10 năm 1994, Vu Chấn Vũ thay thế Tào Song Minh làm Phó Bí thư Đảng ủy Không quân Quân Giải phóng Nhân dân Trung Quốc, Tư lệnh Không quân Quân Giải phóng Nhân dân Trung Quốc và giữ chức đến tháng 11 năm 1996.
Tháng 1 năm 1996, ông được thăng quân hàm Thượng tướng Không quân.
Vu Chấn Vũ là Ủy viên dự khuyết Ban Chấp hành Trung ương Đảng Cộng sản Trung Quốc các khóa XII (1982 - 1987), khóa XIII (1987 - 1992) và Đại biểu Đại hội đại biểu Nhân dân toàn quốc (Quốc hội Trung Quốc) khóa IX (1998 - 2003).